# Fascia parotidea
Die Fascia parotidea bildet zusammen mit der Fascia masseterica eine geschlossene Schicht, die die Ohrspeicheldrüse, ihren Ausführungsgang (Ductus parotideus, Stenon-Gang) und die austretenden Äste des Nervus facialis als Faszie bedeckt. Sie besteht aus zwei Blättern: Zum einen aus dem oberflächlichen Blatt (Lamina superficialis), das steißwärts in die Halsfaszie, kopfwärts in die Fascia temporalis und seitwärts in die Fascia masseterica übergeht und das oben am Jochbogen und unten am Unterkiefer befestigt ist. Zum anderen aus einem tiefen Blatt (Lamina profunda), das den Musculus stylohyoideus, den Musculus styloglossus und den Musculus stylopharyngeus bedeckt. Mit zunehmendem Körpergewicht neigt die Faszie zur Aufsplitterung.